# امپراتور جونا
امپراتور جونا (به ژاپنی: 淳和天皇 Junna-tennō); c. ۷۸۵ – ۱۱ ژوئن ۸۴۰ (سن ۵۵)  پنجاه و سومین امپراتور ژاپن بود.

## همسران
یکی از همسران خواهر ناتنی او، شاهدخت امپراتوری کوشی (高志内親王؛ 789–809)، دختر امپراتور کانمو بود.